# Opacibidion
Opacibidion is een kevergeslacht uit de familie van de boktorren (Cerambycidae). De wetenschappelijke naam van het geslacht werd voor het eerst geldig gepubliceerd in 1968 door Martins.

## Soorten
Opacibidion omvat de volgende soorten:
- Opacibidion opacicolle (Melzer, 1931)
- Opacibidion rugicolle (Nonfried, 1895)
- Opacibidion sulcicorne (White, 1855)